# Lorenzo Suscipj
Lorenzo Suscipj (Roma, 1802 – 1855) è stato un fotografo italiano.

## Biografia
Le notizie intorno a Lorenzo Suscipj, pur essendo stato forse il primo a Roma ad usare la nuova invenzione del Dagherrotipo e ad aver realizzato in Italia la prima immagine panoramica, sono piuttosto scarse.
Sappiamo che il filologo, studioso di fonetica e viaggiatore inglese Alexander John Ellis intraprese un viaggio in Italia nel 1840 e 1841 e proprio a Roma ebbe l'idea di realizzare una pubblicazione mensile dal titolo "L'Italia in Dagherrotipo" (Italy Daguerreotyped) cominciando proprio dall'Urbe e chiese ad Achille Morelli e a Suscipj di fotografare le architetture della città. Suscipj in quegli anni era già un noto vedutista. Ellis aveva già pianificato come avrebbe dovuto essere la rivista: essa doveva contenere 32 immagini e sotto ad ognuna doveva comparire la data, il nome del palazzo fotografato ed una breve descrizione da dove era stato ripreso. Aveva scelto anche le dimensioni della pubblicazione, 15 x 20 cm., e sarebbe dovuta uscire nel 1845, ma non fu mai pubblicata. Non ne conosciamo i motivi, possiamo supporre che Ellis, venuto a conoscenza che altri prima di lui, a Parigi, avevano edito una rivista simile, perse interesse non essendo più una novità. Oppure possiamo pensare che come filologo fosse molto impegnato in questo settore che non ebbe più tempo per coltivare il suo progetto.
Nel giugno 1841 sappiamo che Suscipj fu autore della più antica fotografia panoramica realizzata in Italia composta da otto grandi dagherrotipi, 30 x 35 cm., dall'alto della Chiesa di San Pietro in Montorio. Prestò il servizio militare nel 1847 col grado di caporale nella 6ª Compagnia della Guardia Civica ed ebbe come sergente il pittore Gioacchino Altobelli che diverrà anche lui fotografo dopo il 1858.
Anche se continuò a fotografare le bellezze romane, ciò che rese famoso Suscipj ed il suo studio fu l'attività commerciale di ritrattista poiché davanti al suo dagherrotipo posò la gran parte della buona borghesia romana grazie alla nuova moda di avere un ritratto coi vestiti di gala. Ciò fu reso possibile soprattutto grazie alle nuove scoperte tecniche che permisero di avere il negativo e non più soltanto la copia unica. Non solo ma l'introduzione della calotipia e del collodio resero possibile una sensibile riduzione del tempo di posa come peraltro recita la pubblicità che Suiscipj stesso diffuse pubblicandola sul "Diario di Roma" il 21 giugno 1842 che recitava "ottico e macchinista in Via del Corso 182, oltre all'aver fornito il suo negozio di quanto v'ha di più ricercato in tali professioni" esegue "ritratti con la macchina del Dagherrotipo nello spazio di 15 a 35 secondi di minuto... fermandoli in modo da non cassarsi, usando l'ultima scoperta del Sig. Fizeau". Si trattava del fissaggio al cloruro d'oro che Hippolyte Fizeau aveva presentato all'Accademia delle Scienze di Parigi già nel marzo 1840.
L'annuncio continuava con le indicazioni del prezzo e delle varie prestazioni offerte dal fotografo (ritratti di gruppo, vedute di Roma e dintorni su commissione, statue degli interni degli studi ed altro), attività che continuò fino alla morte sopraggiunta nel 1855, dopo aver ottenuto un ulteriore importante successo riproducendo l'affresco di Guido Reni raffigurante l'Aurora in Palazzo Pallavicini Rospigliosi.
Lo studio di Suscipj era celebre nella Roma di quegli anni tanto che dopo la sua morte continuò l'attività condotta dalla moglie Virginia De Andreis e dai figli fino ai primi anni del '900. Ciò probabilmente ha contribuito a creare, anche in anni recenti, alcune informazioni non corrette, come ad esempio quella di aver attribuito erroneamente al fotografo immagini per "analogia" di epoche anche più tarde oppure sulla base di firme non pienamente verificate. Vi sono peraltro ritratti sparsi in varie collezioni private. L'altro elemento che ha prodotto confusione è stato quello relativo alla data della sua morte. C'è chi la colloca nel 1885, chi nel "post 1893", e chi nel 1901.

## Tributi
Nel 1999 il Comune di Roma, su iniziativa del Comitato per la Promozione della Fotografia, ha dedicato una zona periferica, in zona Grottaperfetta, alla Fotografia e intitolato ad alcuni fotografi le strade compreso un giardino denominato "Parco della Fotografia". Le strade sono state intitolate, oltre che a Lorenzo Suscipj, anche a Louis Daguerre, Tina Modotti, Giacomo Caneva, Giacomo Brogi, Giorgio Sommer.

## Galleria d'immagini

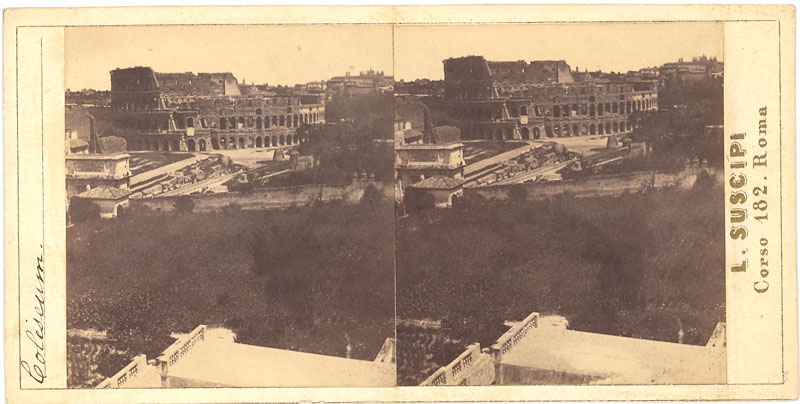
Colosseo, 1850 circa
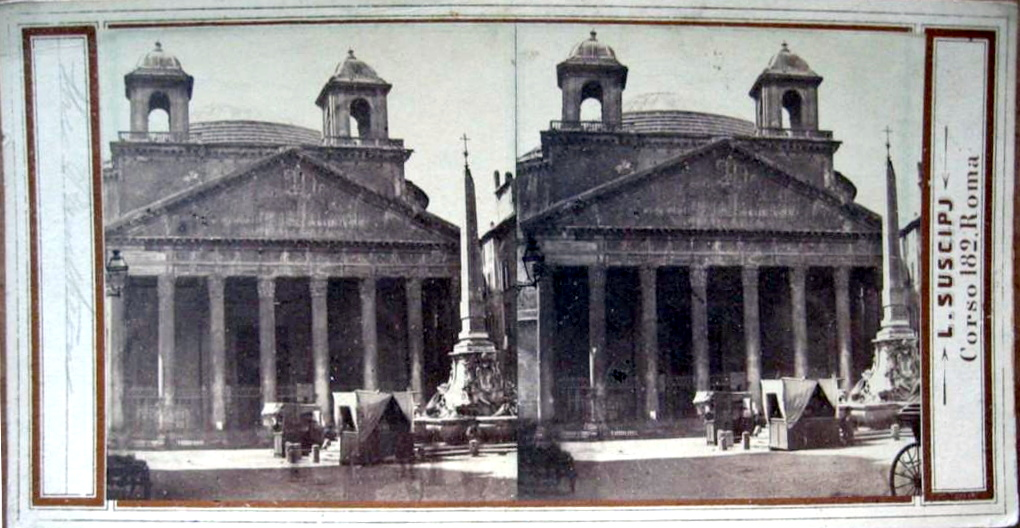
Pantheon, prima del 1885
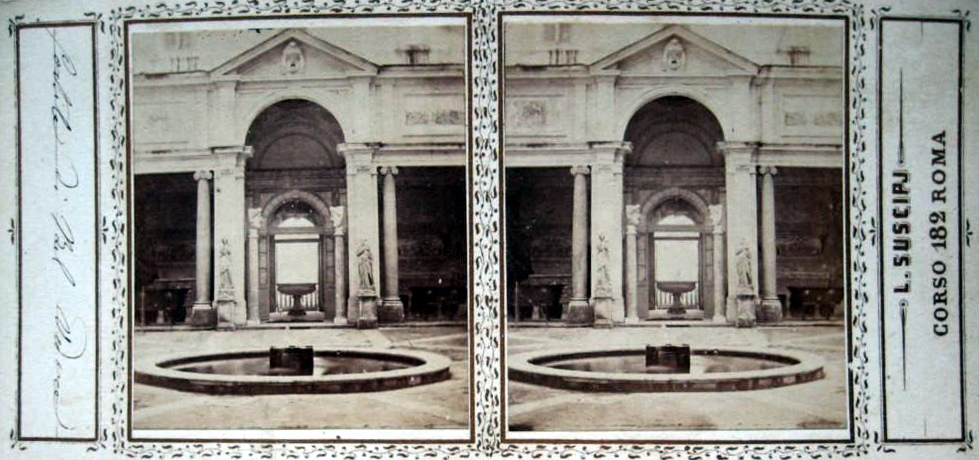
Cortile del Bel Vedere in Vaticano, prima del 1885
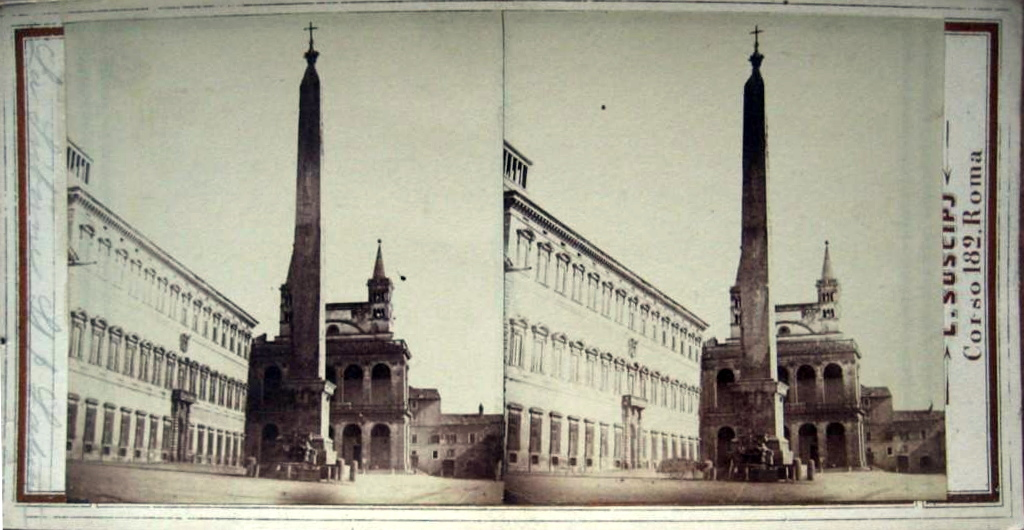
Palazzo del Laterano, prima del 1885